# Беверли-Хилс (Флорида)
Беверли-Хилс (англ. Beverly Hills) — статистически обособленная местность, расположенная в округе Ситрус (штат Флорида, США) с населением в 8317 человек по статистическим данным переписи 2000 года.

## География
По данным Бюро переписи населения США, статистически обособленная местность Беверли-Хилс имеет общую площадь в 7,25 квадратных километров, водных ресурсов в черте населённого пункта не имеется.
Беверли-Хилс расположен на высоте 31 м над уровнем моря.

## Демография
По данным переписи населения 2000 года в Беверли-Хилс проживало 8317 человек, 2583 семьи, насчитывалось 4401 домашнее хозяйство и 4925 жилых домов. Средняя плотность населения составляла около 1147,17 человек на один квадратный километр. Расовый состав населённого пункта распределился следующим образом: 95,90 % белых, 1,71 % — чёрных или афроамериканцев, 0,19 % — коренных американцев, 0,60 % — азиатов, 0,01 % — выходцев с тихоокеанских островов, 1,20 % — представителей смешанных рас, 0,38 % — других народностей. Испаноговорящие составили 3,97 % от всех жителей статистически обособленной местности.
Из 4401 домашних хозяйств в 10,9 % воспитывали детей в возрасте до 18 лет, 50,4 % представляли собой совместно проживающие супружеские пары, в 6,5 % семей женщины проживали без мужей, 41,3 % не имели семей. 36,9 % от общего числа семей на момент переписи жили самостоятельно, при этом 28,5 % составили одинокие пожилые люди в возрасте 65 лет и старше. Средний размер домашнего хозяйства составил 1,87 человек, а средний размер семьи — 2,35 человек.
Население статистически обособленной местности по возрастному диапазону по данным переписи 2000 года распределилось следующим образом: 10,8 % — жители младше 18 лет, 3,4 % — между 18 и 24 годами, 13,2 % — от 25 до 44 лет, 17,6 % — от 45 до 64 лет и 54,9 % — в возрасте 65 лет и старше. Средний возраст жителей составил 68 лет. На каждые 100 женщин в Беверли-Хилс приходилось 80,6 мужчин, при этом на каждые сто женщин 18 лет и старше приходилось 78,2 мужчин также старше 18 лет.
Средний доход на одно домашнее хозяйство статистически обособленной местности составил 24 875 долларов США, а средний доход на одну семью — 31 505 долларов. При этом мужчины имели средний доход в 27 500 долларов США в год против 16 857 долларов среднегодового дохода у женщин. Доход на душу населения статистически обособленной местности составил 24 875 долларов в год. 8,4 % от всего числа семей в населённом пункте и 12,4 % от всей численности населения находилось на момент переписи населения за чертой бедности, при этом 20,3 % из них были моложе 18 лет и 9,0 % — в возрасте 65 лет и старше.